# 煙霧灣
煙霧灣（英文：Smoky Bay）是位於澳洲南澳洲州艾爾半島西岸的一個沿海小村莊，前身是港口，現已成為居住聚落和旅遊勝地。村內的防波堤和船用斜坡道是閒釣活動的不二之選。

## 歷史
1802年，馬修·弗林德斯（Matthew Flinders）船長發現了煙霧灣的海岸線，並把它繪進地圖。當時，原住民生了火，煙霧瀰漫，弗林德斯於是替當地取名為「煙霧灣」。
捕鯨者是首批來到現址附近海岸線居住的歐洲人，柯林森角（Pt. Collinson）以北地區是他們的據點。近來，沙丘侵蝕作用揭露了他們的部分營地遺址，多件鯨骨和三個一百加侖的蒸煮罐出土。
1900年代初，煙霧灣逐步開發起來。1905年，作為首幢建築的鐵皮屋完工。1906年前，煙霧灣不少灌木被夷平。1911年前，郵局、廣播轉播台和居住營房相繼落成。煙霧灣持續發展，學校和會堂於1909年啟用。防波堤原定於1908年建造，後於1913年竣工。
煙霧灣連同上述的防波堤和港務局（Harbour's Board）保護區，在1913年測繪時稱為「Wallanippie」。大型鍍鋅電鍍鐵具庫和延伸至防波堤遠端的火車線相繼創辦，斷定了煙霧灣的港口發展。
自建村以來，「煙霧灣」此稱一直為村民所用，及至1940年，當局正式將「Wallanippie」易名為「煙霧灣」。1900年代，煙霧灣光芒大減，港口生產力亦大不如前，於是轉型為居住聚落和鄰近社區的農業中心。
1988年，為開拓新經濟層面，煙霧灣開展牡蠣養殖，並預期發展為旅遊勝地。
2002-2003年夏季，當局發現甲殼類染有致命生體毒素，並禁止村民從海灣水域捕取甲殼類。

## 地理
煙霧灣位於Streaky灣以北的一個同名海灣上。海灣由一條通向布朗角（Point Brown）的海濱長廊保護，免受海洋涌的威脅。離岸約10公里是一個名為「艾爾島」（Eyre Island）的小沙島，亦起保護作用。
離岸的花崗石小島是許多海鳥和覓食鳥類的虎蛇的捿息地。西面有一些群島，由於地處偏僻，人跡罕至。
在海灣內，靜水可見於大片淺水處，如海草、砂坪、泥灘，以及許多讓小船進出的較深水道或「小河」。
海灣南面是紅樹林，北面是沿岸的沙丘植被。紅樹林常給海灣部分水域帶來黃色污點，據推測是丹寧酸和枯葉物質所致。
煙霧灣位處一個長形海灘上，至船用斜坡道為止。內陸農業用地居多，適合種植和牧羊。
海灣是多種海鳥、魚類的棲息地，其中，大白鯊時常出沒於近海島嶼。海豹亦會來到海灣，誘使鯊魚進一步出現。

## 經濟
很久以前，煙霧灣的港口業務式微。自1988年以來，牡蠣水產養殖與日俱增。最初，水產養殖業佔地85公頃，個別養殖場最大只有10公頃；時至今日，面積已擴大至165公頃（包括40公頃深、淺水養殖）。煙霧灣蠔和科芬灣（Coffin Bay）等地區出產的生蠔，在南澳遠近馳名。
旅遊業是煙霧灣迅速增長的一環，村內旅遊車停車場，以至各式各樣的灘畔棚屋一應俱全。閒釣是煙霧灣的一大特色，每逢夏季假期，防波堤和船用斜坡道都非常熱鬧。水上運動方面，游泳和浮潛頗受歡迎。為安全起見，防波堤旁邊設置了防鯊籠；然而，在安全範圍外游泳是非常危險的，早前一名泳客才因此被大鯊魚咬斃。
由於牡蠣業是煙霧灣的經濟來源，旅行社亦應運而生。

## 社區
煙霧灣約有二百名常駐居民，夏季高峰期激增至一千人左右。村內只有一間食品雜貨店，售賣汽油和柴油，其他商店欠奉。旅行車停車場以北是一間公眾體育會所，設有橢圓形場地和網球場，並提供膳食。聯合教派教堂就在旅行車停車場對面。
近來，煙霧灣建造了船用斜坡道，使用者須向塞杜納議會（Ceduna Council）繳費。原有的防波堤在風暴毀壞，殘餘部分仍可見於防波堤盡頭不遠處。

## 交通
煙霧灣可經沿艾爾半島行車的弗林德斯高速公路（Flinders Highway）抵達。高級島線（Premier Stateliner）巴士服務有巴士來往當地，車站就在雜貨店對面。Streaky灣和塞杜納（Ceduna）飛機場的航班不會直飛煙霧灣，旅客需轉乘其他交通工具前往當地。

## 外部連結
- 塞杜納旅遊（英文）
- 艾爾半島旅遊：煙霧灣 （页面存档备份，存于）（英文）
- 西艾爾半島地圖 （页面存档备份，存于）（英文）

32°22′S 133°56′E / 32.367°S 133.933°E